# New York Model Management
New York Model Management è una agenzia di moda con sede a New York. New York Models fu fondata da Heinz Holba, inizialmente con il nome (che attualmente è il nome di una agenzia affiliata) nel 1985. Dopo aver lavorato in diverse agenzie internazionali, Holba istituì la New York Models nel 1997. Marion Smith, l'attuale vice presidente dell'agenzia, proviene dalla agenzia rivale, la Ford Models, per cui lavorò sino al 2001.

## Personaggi rappresentati
Il seguente è un elenco incompleto dei principali personaggi rappresentati dalla New York Model Management, sia nel passato che oggi.
- Atong Arjok
- Michael Bergin
- Melrose Bickerstaff
- Letícia Birkheuer
- Paige Butcher
- Will Chalker
- Lisa D'Amato
- Joanie Dodds
- Angie Everhart
- Julie Henderson
- Chantal Jones
- Kiara Kabukuru
- Aga Wojtasik
- Scott King

- Holly Kiser
- Mathias Lauridsen
- Nicole Linkletter
- Elle MacPherson
- Eva Marcille
- Fabio Mancini
- Valeria Mazza
- Nina Morić
- Omahyra Mota
- Audrey Quock
- Fatima Siad
- Renée Simonsen
- Saleisha Stowers
- Meghan Collison